# Dadhikot
Dadhikot (nepalski: दाधीकोत) – gaun wikas samiti w środkowej części Nepalu w strefie Bagmati w dystrykcie Bhaktapur. Według nepalskiego spisu powszechnego z 2001 roku liczył on 1352 gospodarstw domowych i 7244 mieszkańców (3621 kobiet i 3623 mężczyzn).